# Exocentrus basituberculatus
Exocentrus basituberculatus är en skalbaggsart som beskrevs av Maurice Pic 1933. Exocentrus basituberculatus ingår i släktet Exocentrus och familjen långhorningar. Inga underarter finns listade i Catalogue of Life.